# Jullienula hippocrepis
Jullienula hippocrepis is een mosdiertjessoort uit de familie van de Cribrilinidae. De wetenschappelijke naam van de soort is, als Cribrilina hippocrepis, voor het eerst geldig gepubliceerd in 1882 door Hincks.